# Monreale (vino)
Monreale è una DOC istituita con D.M. 2 novembre 2000, in materia di "Riconoscimento dei vini a denominazione di origine controllata 'Monreale' ed approvazione del relativo disciplinare di produzione", pubblicato sulla gazzetta ufficiale del 14 novembre 2000, n. 266.
Abbraccia vini prodotti nei comuni di Monreale, Piana degli Albanesi, Camporeale, San Giuseppe Jato, San Cipirello, Santa Cristina Gela, Corleone, e Roccamena, tutti compresi nella città metropolitana di Palermo.

## I vini della DOC
- Monreale rosso
- Monreale rosso novello
- Monreale rosso riserva
- Monreale rosato
- Monreale bianco
- Monreale bianco superiore
- Monreale vendemmia tardiva
- Monreale Ansonica o Inzolia
- Monreale Catarratto
- Monreale Grillo
- Monreale Chardonnay
- Monreale Pinot bianco
- Monreale Pinot nero
- Monreale Sangiovese
- Monreale Calabrese o Nero d'Avola
- Monreale Perricone
- Monreale Cabernet Sauvignon
- Monreale Syrah
- Monreale Merlot

## Tecniche di produzione
I nuovi impianti ed i reimpianti dovranno avere una densità dei ceppi di 3 000 ceppi/ettaro.
Le forme di allevamento consentite sono l'alberello e la controspalliera.
È vietata ogni pratica di forzatura. È consentita l'irrigazione di soccorso effettuata non oltre il periodo dell'invaiatura per un massimo di due interventi all'anno.
Tutte le operazioni di vinificazione debbono essere effettuate nel territorio dei comuni compresi nella DOC.